# Aleksandr Riabushenko
Aleksandr Svyatoslavovich Riabushenko (em bielorrusso: Аляксандр Святаслававіч Рабушэнка; Minsk, 12 de outubro de 1995) é um ciclista bielorrusso. Estreou com a equipa UAE Team Emirates em 2017 como stagiare. A partir de 2018 fez parte do mesmo conjunto já como profissional.

## Palmarés
2016 (como amador)
- Campeonato Europeu em Estrada sub-23
- Grande Prêmio Cidade de Felino
- Giro do Casentino

2017 (como amador)
- Giro do Belvedere
- Piccolo Giro de Lombardia
- 1 etapa da Toscana-Terra di ciclismo-Coppa delle Nazioni
- 3º no Campeonato da Bielorrússia em Estrada

## Resultados nas Grandes Voltas e Campeonatos do Mundo
| Carreira           | 2018 | 2019 |
| ------------------ | ---- | ---- |
| Giro d'Italia      | -    | -    |
| Tour de France     | -    | -    |
| Volta a Espanha    | -    | -    |
| Mundial em Estrada | Ab.  | -    |

-: não participa 

Ab.: abandono 

## Equipas
- UAE Team Emirates (stagiaire) – 2017
- UAE Team Emirates – 2018–21